# Austin Powers
Austin Powers é uma série de filmes de comédia iniciada em 1997, escrita e estrelada por Mike Myers no papel-título, dirigida por Jay Roach e distribuída pela New Line Cinema. Ela satiriza basicamente as franquias cinematográficas de James Bond, Derek Flint, Alexandre Corso, Harry Palmer e Matt Helm e incorpora miríades de outros elementos da cultura pop.

## Os filmes
Até a presente data, a série consiste dos seguintes três filmes:
- 1997 - Austin Powers: International Man of Mystery
- 1999 - Austin Powers: The Spy Who Shagged Me
- 2002 - Austin Powers in Goldmember

## Prêmios e indicações
Os filmes da franquia Austin Powers receberam ao todo 44 indicações a prêmios e 23 vitórias, incluindo uma indicação ao Óscar, nomeação para The Spy Who Shagged Me na categoria de Best Makeup e uma indicação ao Grammy Award de Best Soundtrack Album e uma vitória para o Best Song Written for a Motion Picture, Television or Other Visual Media para "Beautiful Stranger" canção de Madonna. Esta canção ainda foi indicada ao Golden Globe na categoria Best Original Song.
Outros prêmios para a franquia incluem quatro vitórias no MTV Movie Award (com oito indicações), dois Teen Choice Awards (com duas indicações), um Saturn Award (com quatro indicações) entre outros.
A atuação de Beyoncé Knowles no filme In Goldmember recebeu 6 indicações a prêmios, sendo nomeações ao MTV Movie Awards, Teen Choice Awards, Kids' Choice Awards e Black Reel Awards na categoria Best Female Performance, e duas nomeações de "Work It Out" na categoria Best Original Song no Satellite Awards e Black Reel Awards.

## Ver Também
- Soul Bossa Nova

### Em inglês
- «The spy who came in from the cold» (em inglês). , por Barbara Lester
- «Austin Powers: International Man Of Mystery» (em inglês). , Chicago Sun Times, por Roger Ebert (2 de maio de 1997).
- «Austin Powers - Página oficial» (em inglês)

### Em português
- «Austin Powers em O Homem do Membro de Ouro». , por Marcelo Janot em Críticos.com. Acessado em 16 de maio de 2007.
- «Austin Powers - Um Agente Nada Discreto (1997)». em Cineinsite.com. Acessado em 16 de maio de 2007.
- «Austin Powers – O Agente "Bond" Cama». por Saulo Gomes em ZeroZen.com. Acessado em 16 de maio de 2007.